# Arnaque (échecs)
Au jeu d'échecs, une arnaque (en anglais : swindle pour « escroquerie ») consiste à tenter de renverser une position perdue dans une partie d'échecs en tendant un piège ou en jouant un coup inattendu.
Parfois, on appelle aussi swindle le fait d'utiliser une tactique de distraction de l'adversaire en dehors de l'échiquier, par exemple :
- se mettre en zeitnot volontairement, pour jouer des coups rapides et inciter l'adversaire à faire de même (source d'erreurs) ;
- jouer un coup en soupirant et faisant mine d'avoir commis une bourde, alors qu'il s'agit d'un piège.

Parmi les joueurs de haut niveau ayant eu recours à cette pratique, on peut notamment citer Emmanuel Lasker, qui jouait la « psychologie » de l'adversaire, voire Mikhaïl Tal, qui était connu pour ses sacrifices déroutants, parfois incorrects, mais qui lui ont plus d'une fois apporté la victoire, ou permis d'annuler des parties très compromises (voir partie ci-dessous).
On peut aussi citer David Bronstein qui, un jour, dépensa au début d'une partie une heure de son temps de réflexion sans jouer, pour déstabiliser l'adversaire.

## Une partie d'exemple
Vassily Smyslov-Mikhaïl Tal, Tournoi des candidats 1959 (remporté par Tal devant (!) Keres, Petrossian, Fischer et Smyslov)
1. e4 c5 2. Cf3 e6 3. d4 cxd4 4. Cxd4 a6 5. Fd3 Cc6 6. Cxc6 bxc6 7. 0-0 d5 8. Cd2 Cf6 9. De2 Fe7 10. Te1 0-0 11. b3 a5 12. Fb2 a4 13. a3! axb3 14. cxb3 Db6 15. exd5! cxd5 16. b4 Cd7 17. Cb3! e5 18. Ff5 e4 19. Tec1!! Dd6 20. Cd4 Ff6 21. Tc6 De7 22. Tac1 h6 23. Tc7 Fe5 24. Cc6 Dg5! Il restait à Tal seulement 2-3 minutes pour effectuer la quinzaine de coups le séparant du contrôle du temps fixé à la fin du 40e coup des Noirs ; son but : jouer pour l'activité et l'initiative 25. h4 Dxh4 26. Cxe5 Cxe5 27. Txc8 Cf3+!! 28. gxf3 Dg5+ 29. Rf1 Dxf5 30. Txf8+ Txf8 31. fxe4 dxe4 32. De3 Td8 33. Dg3 g5! 34. Tc5? Td1+ 35. Rg2 De6 36. b5 Rh7! 37. Tc6 Dd5! Tal recherche les complications, qui ne sont pas le fort de Smyslov 38. De5??, Une faute très tentante : ce coup propose un échange de dames tout en menaçant de mat 38...Tg1+!! (39. Rxg1 permet après 39...Dd1+ un échec perpétuel sur les cases d1, f3 et h5) 39. Rh2 Th1+!! 40. Rg2 Tg1+ ½-½ (Nulle due à l'échec perpétuel).